# Maki Gotō
Maki Gotō (後藤 真希 Gotō Maki?), es una cantante de J-Pop, actualmente bajo contrato con Avex bajo su subsello Rhythm Zone. Hasta el 28 de octubre de 2007 era parte del conglomerado de artistas femeninos conocido como Hello! Project.

## Trayectoria
- Grupos de Hello! Project:

• Morning Musume (1999-2002)
• Gomattou (2002)
• Nochiura Natsumi (2004-2005)
• DEF. DIVA (2005-2006)
• Morning Musume Tanjou 10nen Kinentai
- Subgrupos del Hello! Project:

• Petitmoni (1999-2002)
• Hello! Project Shirogumi (2005)
- Grupos shuffle:

• Akagumi 4 (2000)
• 7nin Matsuri (2001)
• Sexy 8 (2002)
• H!P All Stars (2004)

## Biografía
Comenzó su carrera como Idol en Morning Musume, grupo insignia de H!P. Se unió a la agrupación el 22 de agosto de 1999 cuando solo tenía 13 años. Fue la única componente de la tercera generación. La llegada de este nuevo miembro supuso un incremento en la popularidad y las ventas del grupo, superando por primera vez el millón de copias con el sencillo "LOVE Machine".
En noviembre de ese mismo año, aprovechando la gran aceptación de Maki entre los fanes, se creó el segundo grupo satélite de Morning Musume, Petitmoni o Pucchimoni (con Sayaka Iichi y Kei Yasuda), que también vendió más de un millón de copias con el sencillo "Chokotto LOVE".
En marzo de 2001, sin haberse graduado aún de Momusu, Maki Goto inicia su carrera como solista con el sencillo "Ai no Bakayarou".
Durante su época como Morning Musume, hasta su graduación el 23 de septiembre de 2002, Gottchan fue una de las voces principales en la mayoría de los sencillos y además lo compaginó con su carrera en solitario.
Desde entonces ha sido parte de varios grupos temporales del HELLO! Project, como Gomattou en 2002 (junto a Aya Matsuura y a la por aquel entonces solista Miki Fujimoto), Nochiura Natsumi en 2004 (con Natsumi Abe ex-Morning Musume y solista, y Aya Matsuura también solista), a ellas se unió Rika Ishikawa en 2005 para crear el nuevo grupo, DEF. DIVA.
Su carrera como solista dentro de HELLO! Project, continuo evolucionado tanto en su música como en su imagen. Abandonando los sonidos y la estética de Idol adolescente para pasar a una faceta Ero-Kawaii.
A principios del año 2007 y como conmemoración del décimo aniversario de la aparición de Morning Musume y por tanto del H!P, se creó una unit especial (Morning Musume Tanjou 10nen Kinentai) con cinco miembros, uno de los cuales era Maki Goto. Esta formación pretende evocar el line-up originario del grupo. El 24 de enero lanzaron el sencillo "Bokura ga Ikiru MY ASIA". Al cual siguió la balada "Itoshiki Tomo e" el 8 de agosto.
Además de cantar, Maki Goto ha actuado en varias películas (Pichirunner, Nema Tamago, Seishun Bakachin Ryorijuku o Koinu Dan no Monogatari) y en los TV Doramas Mariya, Yan Papa, R.P.G, Yoshitsune y Yubi.
El 28 de octubre de 2007 Maki Goto se graduó del H!P. Los motivos de su graduación parecen ser las diferencias entre Maki y la agencia (Up-Fronts) en cuanto a su futuro profesional, además del escándalo protagonizado por su hermano Yuuki, detenido por estar implicado en una serie de robos.
El 25 de marzo de 2008 su blog oficial fue reabierto y se supo que Maki se encontraba en Los Ángeles (EE. UU.) recibiendo clases de canto y baile.
Finalmente, el 18 de junio de 2008 los rumores sobre su incorporación a Avex se hicieron realidad, concretamente Gocchin, pertenece a la productora Rhythm Zone, que es la parte de Avex que produce música Pop-R&B. Comparte así discográfica con artistas tan importantes como Ayumi Hamasaki, Kumi Kōda o Ai Otsuka, entre otros.
Dos meses más tarde, Maki participó en dos conciertos del a-nation donde cantó una nueva canción titulada Hear Me la cual fue compuesta por ella. Actualmente, Maki no tiene ningún proyecto en marcha pero se espera su debut con Rythm Zone para el 2009.
En 2009 y 2010, realizó diversos trabajos en conjunto con diferentes artistas de la casa discográfica que pertenece, como ejemplo tenemos a DJ Mayumi, Bigga Raji, KJ, el proyecto Sweet Black, un segmento en el programa de radio “Sweet Black Girls," y realizando pequeñas presentaciones en vivo, que generalmente eran en versión acústico, y participando como invitada en la gira de a-Nation 2009 y 2010 respectivamente.
A comienzos de 2011, lanza un miniálbum titulado, "Gloria," promocionándolo en diversos programas de televisión y radio. A mediados de año, lanza "LOVE," su segundo miniálbum, el cual tuvo mayor cobertura radial que televisiva.
El 21 de junio de 2011 se dio a conocer la noticia que Maki Goto cesó sus actividades hasta enero del año (2012).
En septiembre de 2018, Goto hizo su primera aparición televisiva en seis años en el programa de variedades Trio Idol na Onna.
En agosto de 2022, Goto, con el disfraz de "Venus", compitió en la segunda temporada de The Masked Singer Japan. Avanzó a la ronda final, junto con Mika Ahn y Kouji Yamamoto, y finalmente fue declarada ganadora. En noviembre de ese mismo año, Goto lanzó su primer álbum en 11 años, una colección de versiones interpretadas originalmente en su canal de YouTube, titulada " Songs of You and Me!".
El 26 de octubre de 2023, Goto debutó como youtuber virtual.

## Discografía
Sencillos
| #  | Título                                                                         | Fecha de lanzamiento | Ventas la primera semana | Ventas totales |  |
| -- | ------------------------------------------------------------------------------ | -------------------- | ------------------------ | -------------- |  |
| 1  | 愛のバカやろう (Ai no Bakayarou)                                               | 28/03/2001           | 268.330                  | 439.790        |  |
| 2  | 溢れちゃう... BE IN LOVE (Afurechau... BE IN LOVE)                             | 19/09/2001           | 136.110                  | 210.360        |  |
| 3  | 手を握って歩きたい (Te wo Nigitte Arukitai)                                    | 09/05/2002           | 74.150                   | 104.630        |  |
| 4  | やる気! IT'S EASY (Yaruki! IT'S EASY)                                          | 21/08/2002           | 73.230                   | 113.260        |  |
| 5  | サン・トワ・マミー (Sans Toi Ma Mie / Kimi to Itsumademo)                      | 18/12/2002           | 38.802                   | 58.644         |  |
| 6  | うわさの SEXY GUY (Uwasa no SEXY GUY)                                          | 19/03/2003           | 40.743                   | 61.424         |  |
| 7  | スクランブル (Scramble)                                                        | 18/06/2003           | 35.353                   | 46.181         |  |
| 8  | 抱いてよ! PLEASE GO ON (Daite yo! PLEASE GO ON)                                | 27/08/2003           | 48.011                   | 58.501         |  |
| 9  | 原色 GAL 派手に行くべ! (Genshoku GAL Hade ni Yukube!)                          | 27/11/2003           | 30.849                   | 45.494         |  |
| 10 | サヨナラの LOVE SONG (Sayonara no LOVE SONG)                                   | 17/03/2004           | 27.317                   | 35.126         |  |
| 11 | 横浜蜃気楼 (Yokohama Shinkirou)                                                | 07/07/2004           | 23.935                   | 30.984         |  |
| 12 | さよなら「友達にはなりたくないの」 (Sayonara "Tomodachi ni wa Naritakunai no") | 17/11/2004           | 22.944                   | 29.004         |  |
| 13 | スッピンと涙。(Suppin to Namida)                                               | 06/07/2005           | 16.520                   | 20.709         |  |
| 14 | 今にきっと…In My LIFE (Ima ni Kitto... In My LIFE)                             | 25/01/2006           | 17.635                   | 21.409         |  |
| 15 | ガラスのパンプス (Glass no Pumps)                                              | 07/06/2006           | 22.180                   | 27.907         |  |
| 16 | SOME BOYS! TOUCH                                                               | 11/10/2006           | 20.665                   | 29.459         |  |
| 17 | シークレット (Secret)                                                          | 11/04/2007           | 11.112                   | 14.861         |  |
| 18 | Cancelado                                                                      | 14/11/2007           | *                        | *              |  |
| 19 | Fly Away (Feat SWEET BLACK)                                                    | ?/?/2009             | ?                        | ?              |  |
| 20 | Lady Rise (Feat SWEET BLACK)                                                   | ?/?/2009             | ?                        | ?              |  |

| # | Título                                       | Fecha de lanzamiento | Ventas la primera semana | Ventas totales |
| - | -------------------------------------------- | -------------------- | ------------------------ | -------------- |
| 1 | マッキングGOLD 1 (Makking GOLD 1)            | 05/02/2003           | 75.465                   | 104.999        |
| 2 | 2 ペイント イット ゴールド (2 Paint It Gold) | 28/01/2004           | 39.724                   | 52.040         |
| 3 | 3rd ステーション (3rd Station)               | 23/02/2005           | 26.150                   | 32.354         |
| 4 | Goto Maki Premium Best 1                     | 14/12/2005           | 22.470                   | 29.626         |
| 5 | "How to use SEXY"                            | 19/09/2007           | 11.727                   | 14.996         |
| 6 | "SWEET BLACK"                                | 2009                 | ?                        | ?              |